# Rymdpojken
Rymdpojken, artistnamn för Adam Magnus Englund, född 7 januari 1993 i Borås Caroli församling, Älvsborgs län, är en svensk artist och låtskrivare.

## Biografi
Rymdpojken slog igenom år 2020, då han tillsammans med Victor Leksell släppte låten "Flightmode" (på Spotify skriven som "FLIGHTMODE"). Han släppte sedan, tillsammans med Myra Granberg, låten "Glömma dig" i december samma år, för att sedan medverka i Lotta på Liseberg sommaren 2021. Han har efter det släppt flera låtar/singlar, däribland "I mina armar", som han har spelat in tillsammans med Stjärnfamiljen.
Rymdpojken är sedan år 2020 bosatt i Stockholm. Han är gift med Annie Englund (född Åkesson).

## Diskografi

### Singlar
- 2020 – "Flightmode" (tillsammans med Victor Leksell)
- 2020 – "Glömma dig" (tillsammans med Myra Granberg)
- 2021 – "Karlavagnen"
- 2021 – "Pepparsprej"
- 2021 – "Jag kan inte dansa"
- 2022 – "Till solen brinner ut"
- 2022 – "För oss"
- 2023 – "Sover du själv?"
- 2023 – "Neonljus"
- 2023 – "Fjärilar i hjärtat"
- 2023 – "Blod, svett & tårar"
- 2023 – "Enkel melodi"
- 2023 – "Ljusen följer dig hem"
- 2024 – "Sista andetag"
- 2024 – "I mina armar"  (tillsammans med Stjärnfamiljen)
- *2025 - 02:30

## Låtar
- 2020 – Flightmode. Skriven tillsammans med Victor Thell, Marcus Svedin och Victor Leksell.
- 2020 – Glömma dig. Skriven tillsammans med Victor Thell och Marcus Svedin.
- 2021 – Karlavagnen. Skriven tillsammans med Marcus Svedin.
- 2021 – Pepparsprej. Skriven tillsammans med Marcus Svedin och Mathias Melo.
- 2021 – Jag kan inte dansa. Skriven tillsammans med Marcus Svedin.
- 2022 – Till solen brinner ut. Skriven tillsammans med Marcus Svedin.
- 2022 – För oss. Skriven tillsammans med Fredrik Sonefors och Jimmy Jansson.
- 2022 – Sover du själv?. Skriven tillsammans med Erich Eli.
- 2023 – Neonljus. Skriven tillsammans med Aniela Eklund, David Björk, Gustav Eric, Hugo Geijer och William Pärlenskog.
- 2023 – Bara människa. Skriven tillsammans med Marcus Svedin.
- 2023 – Det va inte du det va jag. Skriven tillsammans med Rasmus Blixt.
- 2023 – Blod, svett & tårar. Skriven tillsammans med Rasmus Blixt.
- 2023 – Enkel melodi. Skriven tillsammans med Johan Lindbrandt.
- 2023 – Ljusen följer dig hem. Skriven tillsammans med Marcus Svedin.
- 2024 – Sista andetag. Skriven tillsammans med Herman Gardarfve.
- 2024 – I mina armar. Skriven tillsammans med Marcus Svedin.